# RHYTHM LIGHT BEAT BLACK
《RHYTHM LIGHT BEAT BLACK》은 그룹 듀스의 리믹스 음반이며 수록곡 중 하나인 '떠나버려'는 가수 장혜진이 피처링을 맡았으나 뮤직비디오의 댄서는 장혜진이 아닌 홍영주 안무가였다.

## 수록곡
전체 작곡: 이현도
| #             | 제목                              | 작사·작곡     | 편곡                                   | 재생 시간 |
| ------------- | --------------------------------- | ------------- | -------------------------------------- | --------- |
| 1.            | 〈여름 안에서〉                   | 이현도        | 이현도                                 | 4:34      |
| 2.            | 〈약한 남자〉 (Mo'rhythm Version) | 이현도        | 이현도                                 | 3:51      |
| 3.            | 〈무제〉 (Hard Core Version)      | 이현도        | 이현도                                 | 4:02      |
| 4.            | 〈알고 있었어〉 (Song Version)    | 이현도        | 이현도                                 | 4:54      |
| 5.            | 〈Time 2 Wreck〉                  | 이현도        | 이현도                                 | 4:36      |
| 6.            | 〈우리는〉 (Power Up Version)     | 이현도        | 이현도                                 | 3:56      |
| 7.            | 〈또 하나의 슬픔〉 (Instrument)   | 이현도        | 배정은                                 | 1:32      |
| 8.            | 〈떠나버려〉                      | 이현도        | 이현도                                 | 3:57      |
| 9.            | 〈약한 남자〉 (Wow Wow Version)   | 이현도        | 이현도, Ronnie G, 최민혁               | 3:43      |
| 10.           | 〈영원의 노래〉                   | 이현도        | 이현도                                 | 4:34      |
| 11.           | 〈나를 돌아봐〉 (House Version)   | 이현도        | 이현도                                 | 4:34      |
| 12.           | 〈영웅에게〉                      | 이현도        | 이현도                                 | 2:58      |
| 13.           | 〈Go! Go! Go!〉 (2 Heavy Version) | 이현도        | 이현도, 김준원, 달파란, 신윤철, 김민기 | 3:53      |
| 14.           | 〈우리는〉 (Club Mix)             | 이현도        | 이현도, Ronnie G, 최민혁               | 3:31      |
| 총 재생 시간: | 총 재생 시간:                     | 총 재생 시간: | 총 재생 시간:                          | 54:35     |

1. ↑  박세연 (2013년 9월 9일). “에일리, 듀스 헌정곡 ‘떠나버려’로 장혜진에 도전장”. 매일경제. 2024년 7월 1일에 확인함.